# El Rey (serie de televisión)
El Rey fue una miniserie de televisión de España, emitida por la cadena Telecinco en el otoño de 2014.

## Argumento
La serie recrea la biografía del rey de España Juan Carlos I entre los años 1948 y 1993.

## Producción
La serie se grabó entre noviembre de 2012 y el 11 de febrero de 2013. No se estrenó, sin embargo, hasta transcurridos 20 meses desde la finalización del rodaje.
La serie se rodó en algunos de los espacios en que realmente transcurrió la vida de Juan Carlos de Borbón. Entre los lugares de rodaje, se incluyen las ciudades Estoril (concretamente, la residencia de don Juan de Borbón, Villa Giralda), San Sebastián, Bilbao, El Puerto de Santa María o El Escorial.

## Episodios y audiencias
| Episodio        | Título                             | Fecha de emisión        | Audiencia         | Ref.              |                   |
| --------------- | ---------------------------------- | ----------------------- | ----------------- | ----------------- | ----------------- |
| 1               | «El Rey 1948-1960 (Primera parte)» | 28 de octubre de 2014   | 2 596 000 (14,3%) | [ 6 ]             |                   |
| 2               | «El Rey 1961-1969 (Segunda parte)» | 4 de noviembre de 2014  | 2 269 000 (12,8%) | [ 7 ]             |                   |
| 3               | «El Rey 1969-1993 (Tercera parte)» | 11 de noviembre de 2014 | 1 931 000 (10,7%) | [ 8 ]             |                   |
| Audiencia media | Audiencia media                    | Audiencia media         | 2 265 000 (12,6%) | 2 265 000 (12,6%) | 2 265 000 (12,6%) |

## Especiales derivados de la serie
| Episodio | Título               | Fecha de emisión        | Audiencia         |
| -------- | -------------------- | ----------------------- | ----------------- |
| 1        | Un rehén desde niño  | 28 de octubre de 2014   | 1 029 000 (16,5%) |
| 2        | El sucesor de Franco | 4 de noviembre de 2014  | 827 000 (15,0%)   |
| 3        | El primer demócrata  | 11 de noviembre de 2014 | 713 000 (12,3%)   |

## Reparto
- Fernando Gil (Juan Carlos)
- Cristina Brondo (Sofía)
- Enrique Aragonés (Juan Carlos niño)
- Patrick Criado (Juan Carlos adolescente)
- José Luis García Pérez (Juan de Borbón)
- Marta Belaustegui (María de las Mercedes de Borbón)
- Maite Blasco (Victoria Eugenia de Battenberg)
- Adriana Torrebejano (Olghina de Robillant)
- Francisco Merino (Francisco Franco)
- Mariana Cordero (Carmen Polo)
- Juan Fernández (Laureano López Rodó)
- Juanma Lara (Pedro Sainz Rodríguez)
- Carmen Sánchez (Elena de Borbón)
- Carlota Álvarez (Cristina de Borbón)
- Arnau García (Felipe de Borbón)
- Francesc Pagès (Adolfo Suárez)
- Javier Cidoncha (Alfonso de Borbón)
- Francesc Orella (Carlos Arias Navarro)
- Gary Piquer (Torcuato Fernández-Miranda)